# Киргизсай
Киргизса́й (каз. Қырғызсай) — село у складі Уйгурського району Алматинської області Казахстану. Адміністративний центр Киргизсайського сільського округу.
Населення — 2035 осіб (2021; 2157 у 2009, 2113 у 1999, 1977 у 1989).
У радянські часи село називалось Підгорне.